# Волтергілл (Теннессі)
Волтергілл (англ. Walterhill) — переписна місцевість (CDP) в США, в окрузі Резерфорд штату Теннессі. Населення — 407 осіб (2020).

## Географія
Волтергілл розташований за координатами 35°57′26″ пн. ш. 86°22′4″ зх. д. / 35.95722° пн. ш. 86.36778° зх. д. (35.957248, -86.367876).  За даними Бюро перепису населення США в 2010 році переписна місцевість мала площу 7,81 км², уся площа — суходіл.

## Демографія
Згідно з переписом 2010 року, у переписній місцевості мешкала 401 особа в 152 домогосподарствах у складі 115 родин. Густота населення становила 51 особа/км².  Було 168 помешкань (22/км²).
Расовий склад населення:
| - 89,8 % — білих - 6,2 % — чорних або афроамериканців - 0,7 % — вихідців з тихоокеанських островів - 0,2 % — азіатів - 2,7 % — осіб інших рас |

До двох чи більше рас належало 0,2 %. Частка іспаномовних становила 4,5 % від усіх жителів.
За віковим діапазоном населення розподілялося таким чином: 23,9 % — особи молодші 18 років, 63,1 % — особи у віці 18—64 років, 13,0 % — особи у віці 65 років та старші. Медіана віку мешканця становила 39,1 року. На 100 осіб жіночої статі у переписній місцевості припадало 92,8 чоловіків;  на 100 жінок у віці від 18 років та старших — 93,0 чоловіків також старших 18 років.
Цивільне працевлаштоване населення становило 151 особа. Основні галузі зайнятості: оптова торгівля — 29,1 %, транспорт — 27,2 %, науковці, спеціалісти, менеджери — 15,2 %, освіта, охорона здоров'я та соціальна допомога — 15,2 %.